# Viktor Noring
Carl Viktor Noring (Malmö, 3 februari 1991) is een Zweeds betaald voetballer die als doelman speelt.

## Carrièrestatistieken
| Seizoen                        | Club            | Land       | Competitie              | Wed. | Goals |
| ------------------------------ | --------------- | ---------- | ----------------------- | ---- | ----- |
| 2009                           | Trelleborgs FF  | Zweden     | Allsvenskan             | 29   | 0     |
| 2010                           | Trelleborgs FF  | Zweden     | Allsvenskan             | 22   | 0     |
| 2011                           | Trelleborgs FF  | Zweden     | Allsvenskan             | 26   | 0     |
| 2012                           | → Malmö FF      | Zweden     | Allsvenskan             | 0    | 0     |
| 2012                           | Trelleborgs FF  | Zweden     | Superettan              | 7    | 0     |
| 2013                           | → Celtic FC     | Schotland  | Scottish Premier League | 0    | 0     |
| 2013                           | Trelleborgs FF  | Zweden     | Division 1              | 0    | 0     |
| 2013                           | FK Bodø/Glimt   | Noorwegen  | Tippeligaen             | 10   | 0     |
| 2014/15                        | sc Heerenveen   | Nederland  | Eredivisie              | 0    | 0     |
| 2015/16                        | Lyngby BK       | Denemarken | 1. division             | 9    | 0     |
| 2016/17                        | Hearts          | Schotland  | Scottish Premier League | 3    | 0     |
| 2017/18                        | Hearts          | Schotland  | Scottish Premier League | 0    | 0     |
| 2018                           | Landskrona BoIS | Zweden     | Superettan              | 12   | 0     |
| 2019                           | Kalmar FF       | Zweden     | Allsvenskan             | 0    | 0     |
| 2020                           | Falkenbergs FF  | Zweden     | Allsvenskan             | 19   | 0     |
| Totaal                         | Totaal          | Totaal     | Totaal                  | 136  | 0     |
| Bijgewerkt tot 9 december 2020 |                 |            |                         |      |       |

## Interlandcarrière

### Zweden
Op 22 januari 2011 debuteerde Noring voor Zweden in een vriendschappelijke wedstrijd tegen Zuid-Afrika (1-1 gelijkspel).
| Interlands van Victor Noring  | Interlands van Victor Noring  | Interlands van Victor Noring  | Interlands van Victor Noring  | Interlands van Victor Noring  | Interlands van Victor Noring  |
| №                             | Datum                         | Wedstrijd                     | Uitslag                       | Soort Wedstrijd               | Doelpunten                    |
| Als speler bij Trelleborgs FF | Als speler bij Trelleborgs FF | Als speler bij Trelleborgs FF | Als speler bij Trelleborgs FF | Als speler bij Trelleborgs FF | Als speler bij Trelleborgs FF |
| ----------------------------- | ----------------------------- | ----------------------------- | ----------------------------- | ----------------------------- | ----------------------------- |
| 1.                            | 22-1-2011                     | Zuid-Afrika - Zweden          | 1-1                           | Vriendschappelijk             | 0                             |

### Zweden onder 21
Op 2 maart 2011 debuteerde Noring voor Zweden -21 in een vriendschappelijke wedstrijd tegen Portugal -21 (2-0 winst).
| Interlands van Victor Noring  | Interlands van Victor Noring  | Interlands van Victor Noring  | Interlands van Victor Noring  | Interlands van Victor Noring  | Interlands van Victor Noring  |
| №                             | Datum                         | Wedstrijd                     | Uitslag                       | Soort Wedstrijd               | Doelpunten                    |
| Als speler bij Trelleborgs FF | Als speler bij Trelleborgs FF | Als speler bij Trelleborgs FF | Als speler bij Trelleborgs FF | Als speler bij Trelleborgs FF | Als speler bij Trelleborgs FF |
| ----------------------------- | ----------------------------- | ----------------------------- | ----------------------------- | ----------------------------- | ----------------------------- |
| 1.                            | 2-3-2010                      | Zweden - Portugal             | 2-0                           | Vriendschappelijk             | 0                             |
| 2.                            | 11-8-2010                     | Schotland - Zweden            | 1-1                           | Vriendschappelijk             | 0                             |
| 3.                            | 23-3-2011                     | Italië - Zweden               | 3-1                           | Vriendschappelijk             | 0                             |
| 4.                            | 2-6-2011                      | Noorwegen - Zweden            | 1-4                           | Vriendschappelijk             | 0                             |

## Erelijst
FK Bodø/Glimt
- 1. divisjon

2013